# Иволгинский дацан
Иволги́нский даца́н «Хамбы́н Хурэ́» (тиб. དགའ་ལྡན་བཀྲ་ཤིས་ཆོས་འཁོར་གླིང, Вайли dga ldan bkra shis chos 'khor gling; Гандан Даши Чойнхорлин; бур. Түгэс Баясгалантай Үлзы Номой Хүрдын Хийд — «Обитель Колеса учения, приносящего счастье и полного радости») — буддийский монастырь-дацан, центр Буддийской традиционной Сангхи России.
Памятник истории и архитектуры. Расположен в Республике Бурятия в селе Верхняя Иволга в 36 км западнее центра Улан-Удэ.

## История
Буддийская традиция в СССР была полностью уничтожена в 1930-х годах. В конце Великой Отечественной войны в стране начали открываться храмы, церкви, мечети, дацаны. Постановлением Совета народных комиссаров Бурят-Монгольской АССР от 2 мая 1945 года за № 186-ж «Об открытии буддийского храма „Хамбинское Сумэ“ в улусе Средняя Иволга» было разрешено строительство нового дацана. Буддийской общиной начался сбор денег и религиозной утвари. На собранные средства в Иволгинской долине в местности Ошор-Булаг был поставлен деревянный дом, которому придали вид дугана. По легенде место храма указала белая лошадь, сама пришедшая на это место.
Верующие, узнав об открытии храма, стали принимать активное участие в строительных работах.
12 декабря 1945 года во главе с гэбши Галсаном Хайдубом была проведена первая открытая служба «Сахюусан хурал». В феврале 1946 года новогодние службы — «Сагаалганай хурал» — прошли с соблюдением всех религиозно-обрядовых канонов. Первый Цогчен-дуган был возведён в 1948 году, с постройкой второго Цогчена ставший Чойра-дуганом факультета философии.
В 1951 году власти официально выделили землю для монастырского комплекса. Были построены жилые дома для лам, хозяйственные и служебные здания. В 1970-е годы возведено большинство храмов дацана. В 1970 году построен второй восьмистенный Цогчен-дуган, с возведением в 1976 году третьего (современного) соборного храма, преобразованный в Деважин Сумэ.
В 1991 году при дацане создан Буддийский университет «Даши Чойнхорлин им. Дамба Даржа Заяева».
Осенью 2002 года Иволгинский дацан обрёл нетленное тело Хамбо-ламы Итигэлова. В январе 2003 года принято решение о возведении Дворца-храма для хранения священной реликвии. Храм строился по проекту несохранившегося Дэважин-дугана Янгажинского дацана, спроектированного и построенного самим Итигэловым ещё в 1906 году. 31 октября 2008 года был проведён обряд освящения Благословенного Дворца Хамбо-ламы Итигэлова. Нетленное тело Учителя было торжественно препровождено в храм.
В настоящее время в дацане проводятся службы-хуралы, посвящённые важнейшим событиям буддийской истории, ежедневные ритуалы в честь защитников и хранителей учения — Сахюусанов и другие обряды, помогающие и защищающие верующих от различных негативных сил.

## Храмы-дуганы дацана
В монастырский комплекс входят:
- Цогчен-дуган — главный соборный храм (построен в ноябре 1976);
- Чойра-дуган — храм факультета философии Чойра — первый Цогчен-дуган (построен в 1947—1948 гг.);
- Дэважин-сумэ — Чистая Страна Будды Амитабхи — второй Цогчен-дуган, глинобитное восьмистенное двухэтажное здание (построен в 1970 г.);

- Храм-дворец Хамбо-ламы Итигэлова — место хранения священной реликвии — нетленного тела великого Учителя;
- Дуган Зелёной Тары (бур. Ногоон Дара Эхын сумэ) — храм, посвящённый женской бодхисаттве Зелёной Таре;
- Жуд-дуган — тантрический храм;
- Маанин-дуган — храм бодхисатвы сострадания Авалокитешвары (Арьяа-Баалы);
- Гунрик-дуган — храм будды Вайрочаны;
- Майдарин-сумэ — небольшой деревянный храм будды Майтреи (построен в 1970-е гг.);

- Сахюусан-сумэ — деревянный дуган квадратной формы, посвящённый дхармапалам — защитникам Учения (построен в 1986 г.);
- Оранжерея для священного дерева Бодхи.

Кроме того, на территории монастыря располагаются резиденция Хамбо-ламы, здание библиотеки, учебные корпуса Буддийского университета «Даши Чойнхорлин», летняя гостиница, музей памятников буддийского искусства, священные ступы-субурганы, различные служебные помещения и дома лам, вольер для косуль.
При дацане действует визитно-информационный центр, в котором можно узнать информацию о расписании хуралов, размещении в гостевых домах и другую информацию. У левого входа на территории дацана размещены сувенирные ряды, где можно найти различные буддийские атрибуты.
За оградой монастыря с южной стороны находится небольшой стадион, где проводятся соревнования по традиционным бурятским видам спорта — борьбе, стрельбе из лука. Восточнее дацана располагается ипподром.

## Буддийский университет
Буддийский университет «Даши Чойнхорлин» начал работу в 1991 году, получив лицензию высшего учебного заведения. Университет является негосударственным учреждением высшего религиозного образования. В 2003 году был переименован в честь первого Пандито Хамбо Ламы в Буддийский университет «Даши Чойнхорлин им. Дамба Даржа Заяева». В настоящее время обучаются более 200 студентов-хувараков на четырёх факультетах: философском, тантрическом, иконографическом и медицинском.

## Музей истории Иволгинского дацана
17 сентября 2019 года в здании Буддийского университета в Иволгинском дацане торжественно открылся музей истории центра традиционного российского буддизма. Появление музея стало возможным благодаря средствам, полученным из Фонда президентских грантов за совместный с Национальным музеем Бурятии проект "Сохранение исторического памятника Иволгинский дацан «Хамбын Хүрээ». В музее представлены уникальные исторические экспонаты, ранее недоступные из-за отсутствия специально оборудованного помещения.

## Транспорт
В 5 км южнее монастыря проходит федеральная автомагистраль А340 Улан-Удэ — Кяхта. Из Улан-Удэ ходит автобус с пересадкой в селе Иволгинск.

## Галерея
- Один из дуганов Иволгинского дацана. Июль 2021 года
- Внешнее убранство Дворца Хамбо-ламы Итигэлова
- Дворец Хамбо-ламы Итигэлова
- Цогчен-дуган
- Маанин-дуган
- Дэваажин-дуган
- Храм Зеленой Тары
- Молитвенное колесо "Дуншуур маани"
- Резиденция Пандито Хамбо-ламы
- Иволгинский дацан
- Дворец Хамбо-ламы Итигэлова
- Цогчен-дуган
- В Иволгинском дацане
- В Иволгинском дацане
- Дуган Зеленой Тары
- Главные ворота Иволгинского дацана
- Жилые дома священнослужителей дацана